# Partia Akcji Demokratycznej Sandżaku
Partia Akcji Demokratycznej Sandżaku (serb. Stranka demokratske akcije Sandžaka / Странка Демократске Акције Санџака, SDAS) – serbska regionalna partia polityczna reprezentująca mniejszość boszniacką z Sandżaku. Ugrupowanie ściśle współpracuje z działającą na terytorium Bośni i Hercegowiny muzułmańską Partią Akcji Demokratycznej.
Ugrupowanie powstało 26 lipca 1990 (formalnie zarejestrowane w 1996). Na prośbę Aliji Izetbegovicia zorganizował je Sulejman Ugljanin. W 1990 lider SDA wystartował w wyborach na prezydenta Serbii, a partia wprowadziła 3 posłów do Skupsztiny. W okresie konfliktów zbrojnych związanych z rozpadem Jugosławii działalność partii była ograniczona. W 1993 wydano list gończy wobec jej lidera, który w konsekwencji spędził trzy lata w Turcji. W 1996 po powrocie do kraju lider SDA uzyskał mandat w Zgromadzeniu Federalnym. W późniejszym czasie ugrupowanie nie było reprezentowane na szczeblu krajowym. W 2004 Sulejman Ugljanin wygrał wybory na burmistrza miasta Novi Pazar. W 2007, 2008 i 2012 lista wyborcza zorganizowana na bazie Partii Akcji Demokratycznej Sandżaku wprowadzała po 2 przedstawicieli do Zgromadzenia Narodowego. W 2008 i w 2012 współtworzyła koalicje rządzące. W 2014 zyskała dodatkowy mandat w Skupsztinie, w 2016 jej reprezentacja poselska ponownie została ograniczona do 2 osób. W 2020 ponownie wystawiła własną listę wyborczą, zwiększając swój stan posiadania do 3 posłów. Natomiast w 2022 i 2023 ugrupowanie uzyskiwało po 2 mandaty.